# Calpurnia glabrata
Calpurnia glabrata är en ärtväxtart som beskrevs av Richard Kenneth Brummitt. Calpurnia glabrata ingår i släktet Calpurnia och familjen ärtväxter. Inga underarter finns listade i Catalogue of Life.